# 회색배다람쥐
회색배다람쥐(Callosciurus caniceps)는 다람쥐과에 속하는 설치류의 일종이다. 반도 말레이시아(서말레이시아)와 태국, 미얀마 남부, 중국 남부(윈난성)의 숲과 플랜테이션, 정원 등에서 발견되며, 라오스 서부에서도 서식하는 것으로 추정된다. 일본 류큐 열도에서는 도입종이다. 일반명에서 추정되는 것처럼 배 쪽은 보통 회색이며, 옆구리 쪽은 불그스레한 색을 띠기도 한다. 아종과 계절에 따라 하체는 회색과 누르스름한 올리브색, 붉은색을 띤다.

## 아종
6종의 아종이 알려져 있다.
- C. c. caniceps
- C. c. adangensis
- C. c. bimaculatus
- C. c. casensis
- C. c. concolor
- C. c. domelicus